# Uollega ungemachi
Uollega ungemachi là một loài bướm đêm trong họ Noctuidae.